# Hidaka Sōnojō

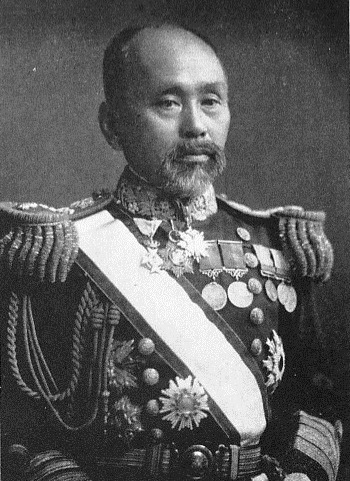
Admiral Hidaka Sōnojō (Oktober 1913)

Baron Hidaka Sōnojō  (jap. 日高 壮之丞; * 23. März 1848 in Kagoshima; † 24. Juli 1932 in Tokio) war ein japanischer Seeoffizier der Kaiserlichen Marine, der als Admiral zuletzt von 1903 bis 1908 Oberkommandierender des Marinebezirks (Chinju-fu) Maizuru war. 1907 wurde er als Baron (Danshaku) in den Adelsstand (Kazoku) erhoben und gehörte damit bis zu seinem Tode am 24. Juli 1932 dem Oberhaus (Kizokuin) des Reichstages (Teikoku-gikai) an.

## Leben

### Offiziersausbildung, Seeoffizier und Schiffskommandant

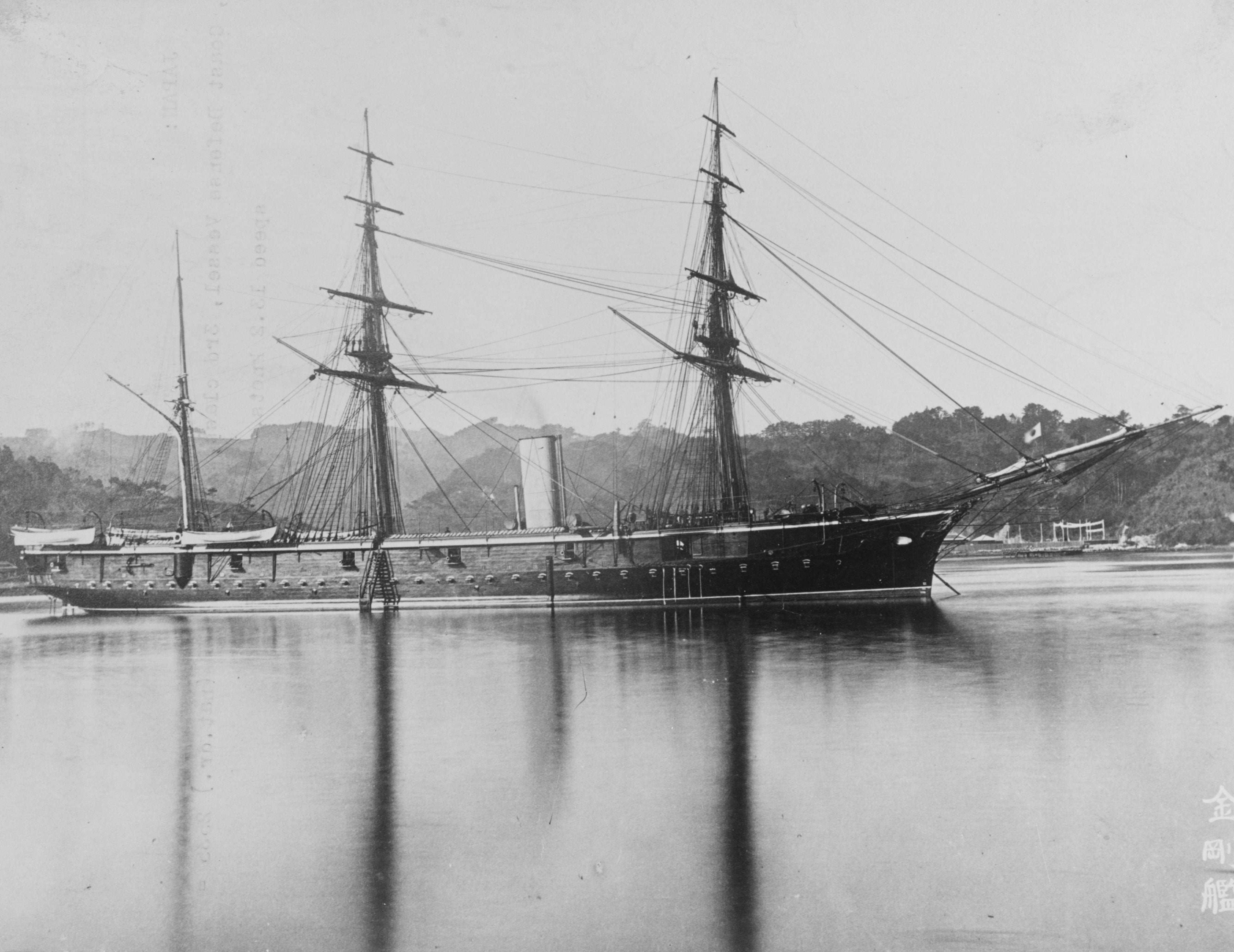
Kapitän zur See Hidaka Sōnojō war zwischen 1890 und 1891 Kommandant der Korvette Kongō.

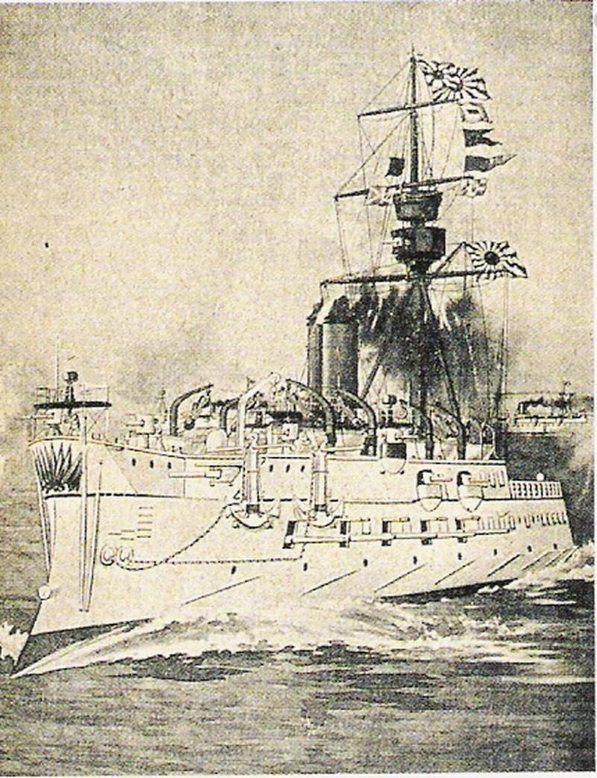
1895 war Kapitän zur See Hidaka auch Kommandant des Geschützten Kreuzers Matsushima.

Hidaka Sōnojō trat am 25. September 1871 als Kadett in die Kaiserliche Marineakademie (Kaigun Heigakkō) und gehörte dort zu den Absolventen des zweiten Jahrgangs, dem auch Admiral Yamamoto Gonnohyōe angehörte. Er wurde am 8. März 1873 auf die Korvette Tsukuba versetzt und dort am 1. November 1874 zum Midshipman befördert. Am 8. Juni 1876 wurde er erst auf das Versanschiff Kasuga sowie am 14. Dezember 1876 auf die Sloop Nisshin versetzt. Dort erfolgte am 8. Juni 1877 seine Beförderung zum Leutnant zur See. Am 16. Mai 1878 wurde er Offizier auf dem Panzerschiff Fusō und erhielt dort am 27. November 1878 seine Beförderung zum Oberleutnant zur See. Er wurde am 9. April 1879 zum Kanonenboot Kenko verlegt, übernahm aber bereits fünf Tage später am 14. April 1879 eine Tätigkeit als Schießausbilder an der Marineakademie. Danach wurde er am 7. Oktober 1880 erst Offizier auf dem Panzerschiff Ryūjō, ehe er am 26. Oktober 1880 wieder zum Kanonenboot Kenko verlegt wurde. Am 13. Juli 1881 ging er an Bord des Kriegsschiffs Asama und erhielt dort am 17. Dezember 1881 seine Beförderung zum Kapitänleutnant. Am 11. Dezember 1882 wechselte er ins Marineministerium (Kaigun-shō) und war dort im Schifffahrtsbüro (Kansen Bu) tätig. Im Anschluss fand er zwischen dem 8. Februar 1884 und dem 22. März 1886 Verwendung im Operationsstab der Marine (Kaigun Gunjibu).
Am 20. Juni 1885 erfolgte dort die Beförderung Hidakas zum Korvettenkapitän. Im Anschluss war er zwischen dem 22. März 1886 und dem 9. März 1889 Chef der Ersten Stabsabteilung sowie der Zweiten Stabsabteilung im 2. Büro (Gunreibu Daini Bu) in der Marineabteilung des Generalstabes (Sanbo Honbu Kaigunbu) beziehungsweise des Generalstabes der Marine (Kaigun Sanbo Honbu). Er nahm zwischenzeitlich an einer Seereise nach Europa und die USA teil und wurde nach seiner Rückkehr am 9. März 1889 zunächst kommissarischer Leiter der Zweiten Stabsabteilung des Marinestabes (Kaigun Sanbo Bu). Nach seiner Beförderung zum Kapitän zur See am 28. August 1889 wurde er am 29. August 1889 Chef der Zweiten Abteilung des Marinestabes. Anschließend wurde er am 13. Mai 1889 Kommandant der Korvette Kongō sowie am 17. Juni 1891 Kommandant der Korvette Musashi, ehe er am 3. Juni 1892 Kommandant des Panzerschiffs Ryūjō wurde. Danach übernahm er zwischen dem 2. Dezember 1893 und dem 23. Juni 1894 den Posten als Leiter des Schießausbildungszentrums der Marine (Kaigun Hojutsu Renshujo) und wurde am 23. Juni 1894 Kommandant des Geschützten Kreuzers Hashidate, mit dem er während des Ersten Japanisch-Chinesischen Krieges am 17. September 1894 an der Seeschlacht am Yalu teilnahm. Daraufhin wurde er am 18. Mai 1895 Kommandant des Geschützten Kreuzers Matsushima.

### Aufstieg zum Admiral und Baron
Am 25. Juli 1895 übernahm Hidaka Sōnojō den Posten als Direktor der Kaiserlichen Marineakademie und behielt diesen Posten bis zum 19. Januar 1899. Als solcher wurde er am 5. Juli 1896 zum Konteradmiral befördert. Am 19. Januar 1899 wurde er Kommandeur der Bereitschaftsflotte (Jobi Kantai). Nach seiner Beförderung zum Vizeadmiral am 20. Mai 1900 wurde er zugleich Kommandant des Wachbezirks (Keibi-fu) Takeshiki auf der Insel Tsushima. Anschließend wurde er am 26. Juli 1902 Oberkommandierender der Stationären Flotte und im Jahr darauf am 19. Oktober 1903 Oberkommandierender des Marinebezirks (Chinju-fu) Maizuru, der das gesamte Japanische Meer vom Norden von Kyūshū bis zum Westen von Hokkaidō umfasste. Diesen Posten bekleidete er auch während des Russisch-Japanischen Krieges (8. Februar 1904 bis 5. September 1905). Am 21. September 1907 wurde er als Baron (Danshaku) in den Adelsstand (Kazoku) erhoben und gehörte damit bis zu seinem Tode am 24. Juli 1932 dem Oberhaus (Kizokuin) des Reichstages (Teikoku-gikai) an. Am 7. August 1908 wurde er zum Admiral befördert und am 27. August 1909 in die Reserve versetzt. Am 23. März 1918 trat er schließlich in den Ruhestand.

### Trivia
In der von 2009 bis 2011 vom Sender NHK ausgestrahlten Dorama-Fernsehserie Saka no Ue no Kumo über die Meiji-Zeit spielte Akira Nakao die Rolle des Hidaka Sōnojō.